# ليبوفيوسين

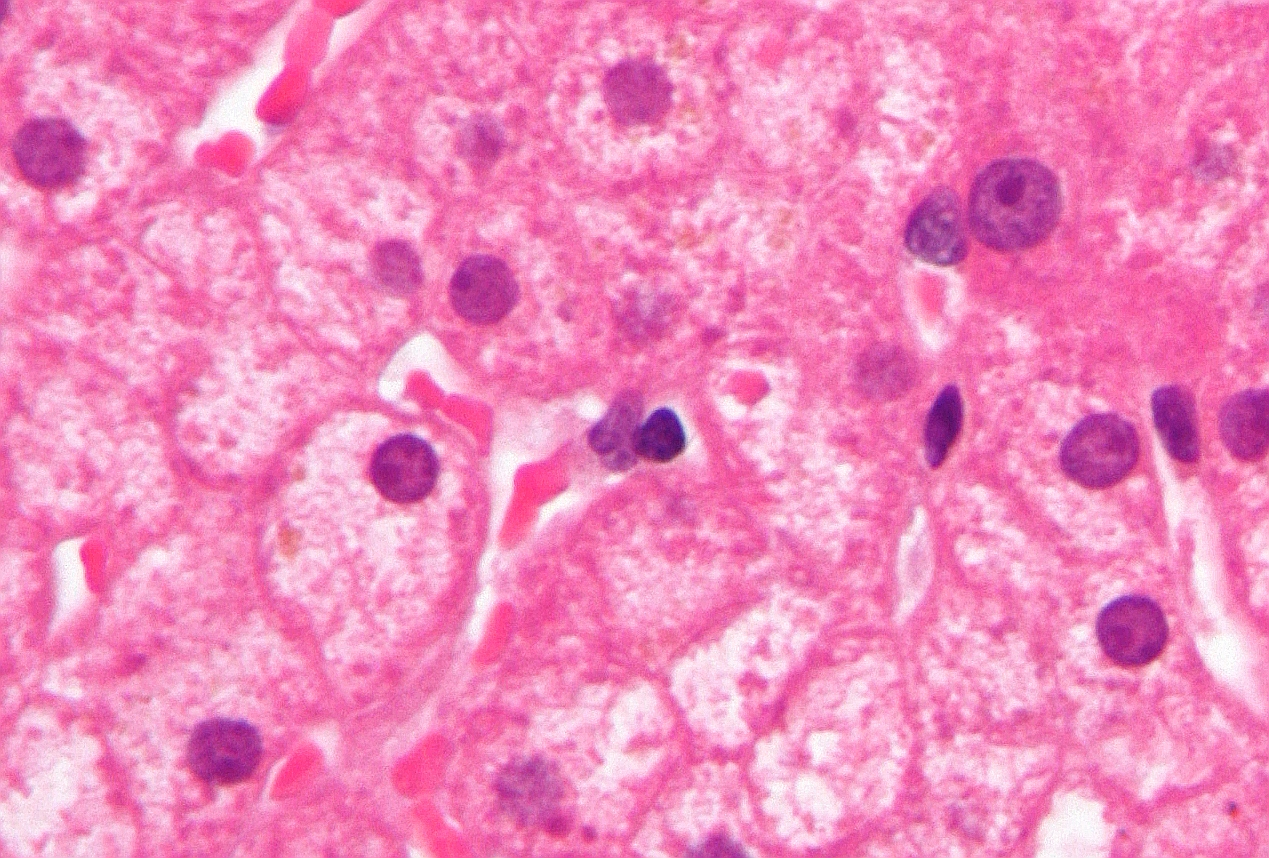
صورة ميكروسكوبية لحبيبات ليبوفيوسين في الكبد بصبغة هيماتوكسلين وإيوسين

ليبوفيوسين أو ليبوفوسين هو الاسم الذي يطلق على حبيبات ناعمة يتراوح لونها بين الأصفر والبني، وتتكون هذه الحبيبات من مخلفات الهضم الليزوزومي للدهون وهو يعتبر من خضاب الشيخوخة، يمكن إيجاد صبغات ليبوفيوسين في الكبد، والكلى، والقلب، والعضلات، والشبكية، والغدة الكظرية، والخلايا العصبية، والخلايا العقدية، وتترتب تحديداً حول النواة، وهو نوع من صبغات الدهون.

## التكوين والتدوير
يبدو أن ليبوفيوسين هو ناتج أكسدة الأحماض الدهنية الغير مشبعة وربما يكون من أعراض تلف الغشاء، أو تلف الميتوكوندريا والليسوسومات، وبصرف النظر عن محتوى الدهون الكبير فإنه من المعروف أن الليبوفيوسين يحتوي على نسبة كبيرة من السكريات والمعادن بما في ذلك الزئبق، والألومنيوم، والحديد، والنحاس، والزنك.
قد يحدث تراكم مادة تشبه الليبوفيوسين نتيجة لاختلال التوازن بين آليات تكوينه وآليات التخلص منه، ويمكن إحداث هذا التراكم في الفئران بواسطة إعطاءهم مثبطات البروتياز، وبعد فترة -حوالي ثلاثة أشهر- تعود مستويات المادة الشبيهة باليبوفيوسين إلى المستوى الطبيعي مما يدل على عمل آلية التخلص من المادة جيداً. ومع ذلك تعتبر هذه النتيجة مثيرة للجدل لأن الشكوك ما زالت قائمة حول إذا كان التراكم الناتج عن تناول مثبطات البروتياز هو تراكم لليبوفيوسين الحقيقي أم لا، كما توجد أدلة على أن الليبوفيوسين الحقيقي لا يتحلل في المختبر.

## علاقته بالأمراض

صورة ميكروسكوبية للعضلة القلبية تظهر بقعة ليبوفيوسين

يعد تراكم الليبوفيوسين عامل خطر رئيسي متورط في الضمور البقعي وضمور العين، ومرض ستارغاردت، ومرض الضمور البقعي الوراثي.
ويرتبط التراكم الغير طبيعي لليبوفيوسين بمجموعة من الأمراض والاضطرابات العصبية مثل مرض باتن وهو مرض يصيب الخلايا العصبية، بالإضافة إلى بعض الأمراض الأخرى.
ويتورط التراكم المرضي لليبوفيوسين أيضاً في الإصابة بمرض آلزهايمر، ومرض باركنسون، والتصلب الضموري الجانبي، وبعض الأمراض الليسوسومية، والعملقة، وضمور الأعصاب، واعتلال الدهن العضلي، ومرض الانسداد الرئوي المزمن، والاعتلال العضلي مركزي النوى، ويتسبب تراكم الليبوفيوسين في القولون إلى حالة تصبغ القولون.

## العلاجات المحتملة
ويبدو أن تقييد السعرات الحرارية، وفيتامين هـ، وزيادة الجلوتاثيون تقلل أو توقف إنتاج الليبوفيوسين.
كما يبدو أن تناول منشط الذهن بيراسيتام يقلل تراكم الليبوفيوسين في أنسجة مخ الفئران بدرجة كبيرة.
العلاجات المحتملة الأخرى:
- سنتروفينوكسين.[12]
- أسيتيل-ل-كارنيتين.[13]
- جنكجو بيلوبا.[14]
- دايميثيل إيثانول أمين.

ويمكن علاج الضمور البقعي الرطب باستخدام التحليل الضوئي الانتقائي حيث يتم استخدام ليزر نابض غير مسلط في تسخين وقتل الخلايا الغنية بالصبغة (مثل الليبوفيوسين) وتخلف وراءها الخلايا الصحية دون أن تمس لتتضاعف وتملأ الثغرات، وتستخدم هذه التقنية أيضاً كعلاج للجلد لإزالة الوشوم، وجعل الجلد يبدو أصغر سناً بشكل عام. وقد فتحت هذه القدرة على انتقاء الليبوفيوسين فرصاً بحثية في مجال طب مكافحة الشيخوخة.
كما يمكن لتيتراهيدروبيريدوإيثر إزالة الليبوفيوسين من خلايا الشبكية الصبغية في العين، وهذا يفتح الخيار لعلاج جديد لمرض الضمور البقعي الجاف المرتبط بالسن، ومرض ستارغاردت والذي لا يوجد له علاج حالياً.

## إستخدامات أخرى
يستخدم الليبوفيوسين الكمي لتحديد السن في القشريات المختلفة مثل جراد البحر وسرطان البحر (الإستاكوزا)، وبما أن هذه الأحياء تفتقر إلى الهيكل العظمي فإنه لا يمكن تحديد عمرها بالطريقة التقليدية مثل الأسماك العظمية والتي يستخدم العلماء عظام الأذن لتحديد عمرها، يعد تحديد العمر في الأسماك والقشريات خطوة أساسية للحصول على المعلومات البيولوجية الأساسية مثل منحنيات النمو، وهناك حاجة للكثير من طرق تقييم المخزون. وقد أشارت العديد من الدراسات أن قياس كمية الليبوفيوسين الموجود بالعين في القشريات المختلفة يمكن أن يكون مؤشراً للسن.

## وصلات خارجية
- Terman A، Brunk U (2004). "Lipofuscin". Int J Biochem Cell Biol. ج. 36 ع. 8: 1400–4. DOI:10.1016/j.biocel.2003.08.009. PMID:15147719.
- Histology at neuro.wustl.edu
- صور نسيجية: 20301loa — نظام تعلم علم الأنسجة في جامعة بوسطن
- Destroying Lipofuscin and Destroying Cancer, FightAging.org
- Unfocused Pulsed Lasers Selectively Destroy Lipofuscin, AcceleratingFuture.com